# Uraarachne
Uraarachne là một chi nhện trong họ Thomisidae.